# Troy Andersen
Troy Andersen (Dillon, 23 aprile 1999) è un giocatore di football americano statunitense che milita nel ruolo di linebacker per gli Atlanta Falcons della National Football League (NFL).

## Carriera

### Atlanta Falcons
Al college Andersen giocò a football all'Università statale del Montana. Fu scelto nel corso del secondo giro (58º assoluto) del Draft NFL 2022 dagli Atlanta Falcons. Debuttò come professionista subentrando nella gara del secondo turno contro i Los Angeles Rams mettendo a segno 2 tackle. Nella settimana 6 contro i San Francisco 49ers disputò la prima gara come titolare in cui mise a segno un massimo stagionale di 13 placcaggi. La sua stagione da rookie si chiuse con 69 tackle e un fumble forzato disputando tutte le 17 partite, 5 delle quali come titolare.
Nel quarto turno della stagione 2024, Anderson mise a segno un intercetto su Derek Carr dei New Orleans Saints, ritornando il pallone per 47 yard in touchdown. La sua partita terminò con 16 placcaggi (di cui uno con perdita di yard), venendo premiato come miglior difensore della NFC della settimana.

## Palmarès
- Difensore della NFC della settimana: 1

4ª del 2024